# Kombi
Kombi — музыкальный коллектив из Польши. Созданная в 1969 году Славомиром Лосовским, группа изначально играла музыку в стиле джаз, однако со второй половины 70-х стала ориентироваться на фанк-рок, а затем перешла на синти-поп. С этого момента участники стали использовать такие известные музыкальные инструменты, как синтезатор Yamaha DX7, драм-машина Roland TR-808, электробарабаны Simmons SDS-V, аналоговый синтезатор Prophet-5, а также компьютер Commodore 64 в качестве MIDI-секвенсора, что придавало группе характерное звучание. Группа известна, в первую очередь, такими песнями, как «Słodkiego miłego życia», «Nasze rendez-vous», «Black and White», «Kochać cię — za późno», «Za ciosem cios», «Nie ma zysku», «Przytul mnie», «Królowie życia» и «Nietykalni — skamieniałe zło».

## Группа
В первые годы своего существования группа была известна под именем «Akcenty», а свое окончательное название «Kombi» она получила в августе 1976 года. Свой первый сингл, «Wspomnienia z pleneru», группа записала в 1979 году, а затем опубликовала три свои песни в сборник Muzyka młodej generacji. Год спустя группа выпустила дебютный альбом, одноимённый с названием группы, а затем выпустила второй альбом под названием «Królowie życia», записанный в 1981 году.
Выпустив в 1983 году сингл «Inwazja z Plutona», а затем записав третий альбом «Nowy rozdział», группа окончательно переключилась на модный в то время синти-поп в духе Ultravox, Duran Duran и Devo. С успехом группа выступила на 21-м фестивале польской музыке в Ополе, выиграв приз зрительских симпатий за песню «Słodkiego miłego życia». В 1985 году группа выпустила альбом «Kombi 4», известный, в первую очередь, такими хитами, как «Nasze rendez-vous» и «Black and White», а затем, год спустя отправилась в тур в честь своего 10-летия.
В 1989 году группа выпустила последний альбом «Tabu», получивший свою известность благодаря песне «Nietykalni — skamieniałe zło», носящей политический характер. В 1991 году для выпуска своего первого сборника «The Best» группа перезаписала все свои песни. В 1992 году коллектив прекратил существование.
В 2004 году Гжегож Скавинский, Вальдемар Ткачик и Ян Плюта представили реинкарнацию группы с похожим названием «Kombii», пригласив к себе нового клавишника Бартоша Велгоша. Это вызвало недовольство со стороны основателя Славомира Лосовского, поскольку он не давал разрешения на возрождение, что привело к образованию группы под названием «Łosowski». Под таким названием группа в 2009 году выпустила альбом «Zaczarowane miasto», а в 2013 году вернула себе старое название «Kombi». В том же году она выпустила альбом «Live», основой которого послужил концерт в Грудзёндзе, а три года спустя представила «Nowy album».

## Дискография
- 1980 — «Kombi»
- 1981 — «Królowie życia»
- 1984 — «Nowy rozdział»
- 1985 — «Kombi 4»
- 1986 — «10 Years — The Best of Kombi — Live»
- 1989 — «Tabu»
- 1990 — «15 lat»
- 1991 — «The Best of Kombi»
- 1993 — «Koncert 15-lecia»
- 1993 — «The Singles»
- 1998 — «Gold»
- 2009 — «Zaczarowane miasto»
- 2013 — «Live»
- 2016 — «Nowy album»
- 2017 — «Koncert 40-lecia»

## Состав группы
- Славомир Лосовский — синтезатор, электроника, лидер
- Томаш Лосовский — ударные
- Збигнев Фил — вокал
- Кароль Козловский — бас-гитара

### Бывшие участники
- Гжегож Скавинский — лидер-гитара, вокал
- Вальдемар Ткачик — бас-гитара, ударные
- Ян Плюта — ударные
- Мариуш Брыль — ударные
- Бенедикт Мусёл — ударные
- Рышард Гембура — ударные
- Пшемислав Паль — ударные
- Збигнев Крашевский — ударные
- Ежи Пиотровский — ударные